# Melken

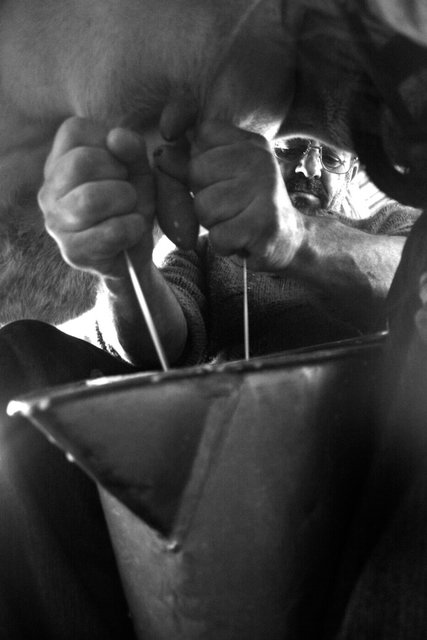
Handmelken

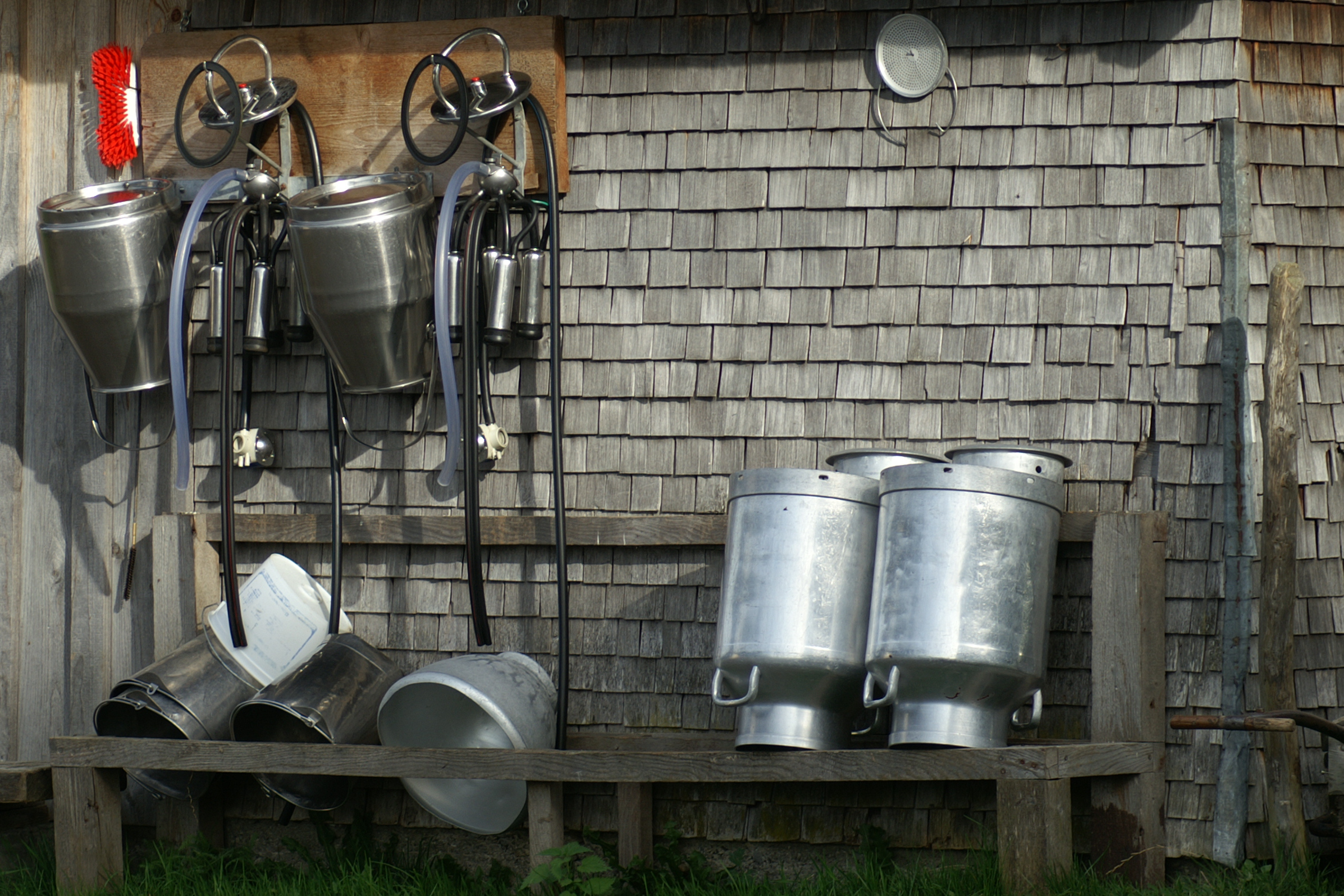
Melkgeschirr, Melkutensilien

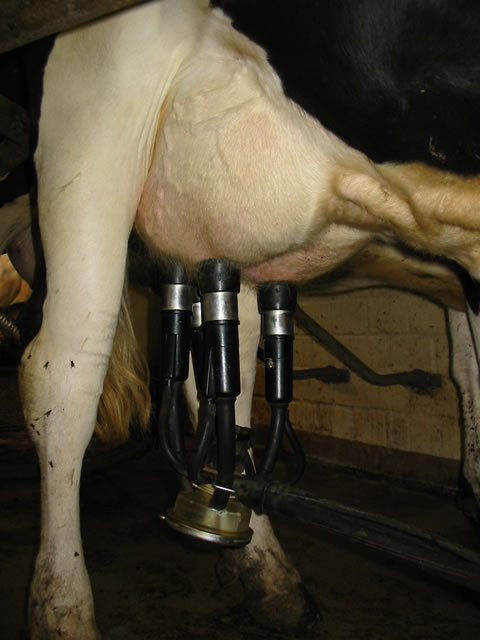
Modernes Melkgeschirr an einem Euter

Melken wird die Tätigkeit genannt, bei der aus einem Euter Milch gewonnen wird. Meist werden Tiere wie Kühe, Ziegen und Schafe gemolken. Traditionell wurde von Hand gemolken, heute werden Kühe zumindest in industrialisierten Ländern praktisch nur noch maschinell gemolken.

## Allgemeines
Melken simuliert das Saugen eines Jungtieres am Euter der Mutter. Deshalb muss eine Kuh gekalbt haben, bevor sie für etwa 300 Tage Milch gibt. Eine Kuh ist in der Regel fünf Jahre produktiv. Wie oft ein Tier am Tag gemolken werden muss, hängt von der jeweiligen Rasse, der Milchleistung (siehe Laktationskurve) und der Fütterung des Tieres ab. Kühe werden in der Regel morgens und abends gemolken, vor der Geburt eines neuen Kalbes stehen sie einige Wochen trocken.
Zur Entleerung des Euters muss durch das Saugen des Kalbs oder durch andere Reize, auf welche die Kuh konditioniert ist, in ihrem Blutkreislauf das in ihrer Hirnanhangdrüse gebildete Hormon Oxytocin freigesetzt werden. Das Oxytocin bewirkt für fünf bis acht Minuten das Einschießen der Milch in die Milchzisterne des Euters, von wo sie durch die Melkmaschine abgesaugt oder beim händischen Melken durch die Finger ausgepresst werden kann. Auch bei der Gewinnung der sogenannten Residualmilch, also jener beim vollständigen Abmelken im Euter verbleibender Milch, wird Oxytocin als Injektion eingesetzt, wodurch die Milch in die Euterzisterne gelangt und zusätzlich abgemolken werden kann. Die Residualmilch ist extrem fettreich, bei Kühen enthält sie bis zu 10 % Fett. Die Zusammensetzung der Milch ändert sich im Verlaufe der Laktation, insbesondere nehmen der Gehalt an Fett, Eiweiß und Kochsalz zu. Wenn die Milch schließlich nicht mehr verkehrstauglich ist, so nennt man die Kuh altmelk. Deshalb muss eine Milchkuh in regelmäßigen Abständen kalben. In der Praxis lässt man eine Kuh einmal jährlich kalben. Vor dem Kalben wird sie während rund zwei Monaten nicht gemolken, so dass die verwertbare Laktationsperiode rund 300 Tage dauert.

## Händische Melktechniken

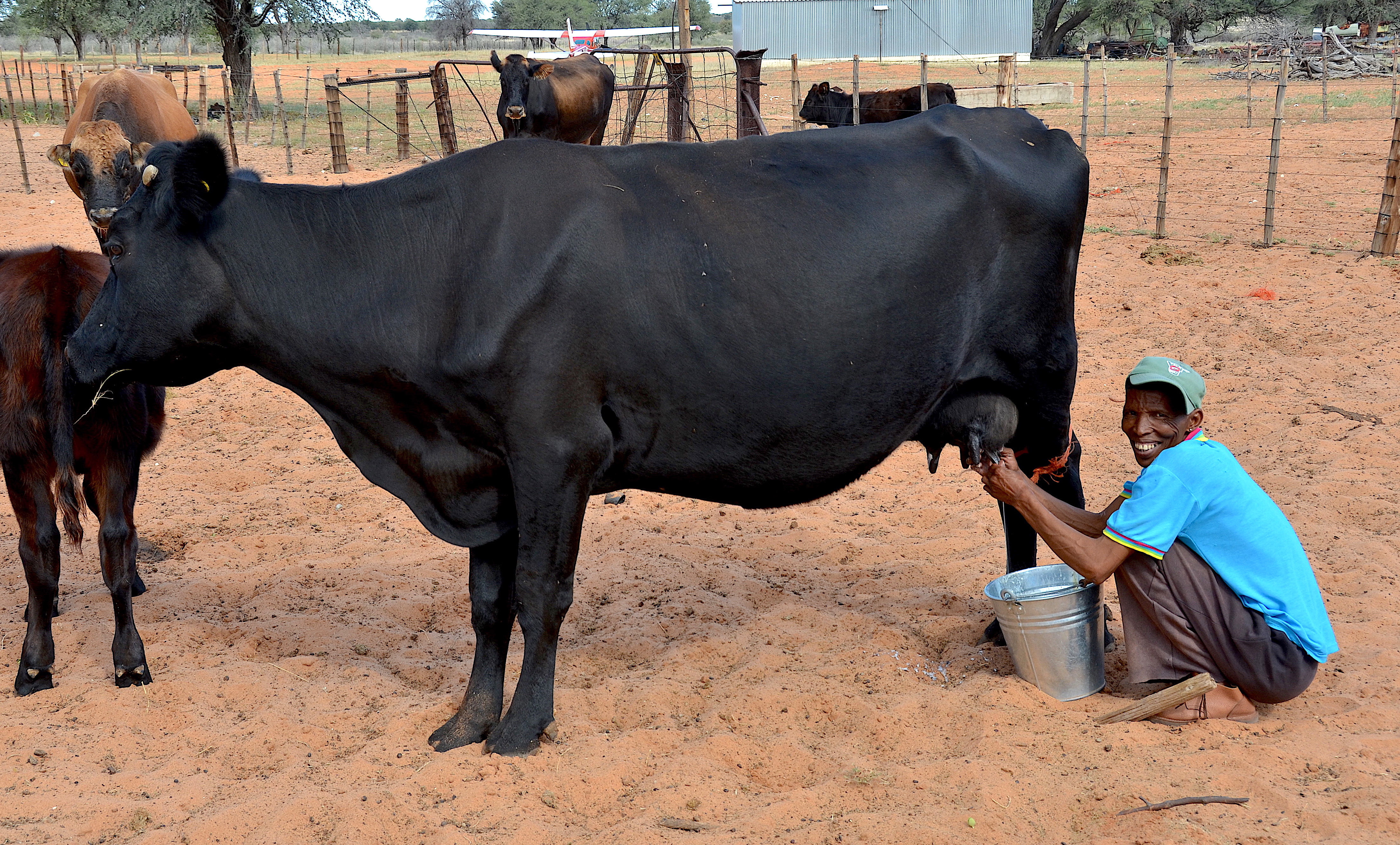
Melken auf Farm Gunsteling in Namibia (2017)

Das Melken eines Tieres von Hand erfordert einiges an Übung, besonders wenn auf Melkgeschwindigkeit geachtet wird. Der Melkende nimmt auf einem Melkschemel an der Seite des Tieres Platz. Danach greift der Melkende die Zitzen an der Wurzel, indem er Daumen und Zeigefinger zum Ring schließt und die übrigen Finger nacheinander eine Faust bilden. Diese Methode wird auch als Fausten oder Vollhandmelken bezeichnet. Geübte Personen können bei Ziegen bis zu einem Liter Milch pro Minute melken. Die Milch wird bei dieser Methode in einem Melkeimer aufgefangen. Es gibt verschiedene Grifftechniken, wobei keine den anderen eindeutig überlegen ist. Das Ausstreichen der Milch mit zwei Fingern aus der Zitze („Strippen“) ist unerwünscht.
Die Milch ist im Euter ans Gewebe gebunden. Erst eine geeignete Stimulierung (das Anrüsten) lässt die Milch vor dem Melken in die Milchgänge einschießen. Das Einschießen wird durch das Hormon Oxytocin ausgelöst. Die Wirkung hält nur während etwa 7 bis 10 Minuten an, deshalb muss zügig gemolken werden. Das Stresshormon Adrenalin hemmt die Wirkung des Ocytocin, deshalb ist es wichtig, dass die Kuh während des Melkens nicht unangenehmen Reizen ausgesetzt oder erschreckt wird. Lärm und Vibrationen im Kuhstall belasten Tier und Melkperson gleichermaßen. Bei einer andauernden Stresssituation können sich Fehler in der Handhabung der Melkmaschine einschleichen. Das wiederum kann zu Euterinfektionen führen, was die Qualität der Milch beeinträchtigt.
Ein in der ethnographischen Literatur aus vielen Ländern berichtetes Verfahren ist das cow blowing (zu deutsch Kuhblasen) bei dem durch kräftiges Einblasen von Luft in die Vagina – bisweilen auch in den Anus – der Kuh eine verbesserte Milchausbeute zu erreichen versucht wird. Die physiologische Wirkung dieser Praktiken ist unklar.

## Melkmaschinen
Bei der Verwendung von Melkmaschinen werden so genannte Melkbecher um je eine Zitze des Euters gelegt. Danach beginnt die Maschine im Sekundentakt, angetrieben durch eine Vakuumpumpe und den Pulsator, zu saugen und zu massieren. Durch den Unterdruck im Melkbecherinnenraum wird hierbei die Milch entzogen. Ist die Maschine richtig eingestellt und gewartet, verspürt das Tier keine Schmerzen beim Melken. Es gibt zwei unterschiedliche Melkverfahren: Gleichtakt und Wechseltakt. Beim Gleichtakt pulsieren alle Melkbecher zugleich und beim Wechseltakt paarweise abwechselnd. Das Gleichtaktmelken ist dabei vorzuziehen, da es dabei nicht zu Infektionen zwischen verschiedenen Euterviertel kommen kann und eine deutlich bessere Entlastung zustande kommt. Es ist darauf zu achten, dass der Hauptmilchschlauch nach oben geführt wird, wobei sich dabei die Meinungen scheiden. Ein weiterer Vorteil des Gleichtaktverfahrens ist ein deutlich besserer Ausmelkgrad. Die Milch wird über Schläuche gleich in die passenden Behältnisse gefüllt und der Kühlung zugeführt. Ein unerwünschter Effekt dabei ist das Blindmelken.